# Cybalomia arenosalis
Cybalomia arenosalis is een vlinder uit de familie van de grasmotten (Crambidae). De wetenschappelijke naam van deze soort is voor het eerst gepubliceerd in 1912 door Hans Rebel.
De soort komt voor in Egypte.